# 花籠
花籠是一種源自於墨西哥的仙人掌。花籠內含N-甲基酪胺、大麦芽碱、N-甲基仙人掌鹼、梅斯卡靈、佩落鹼及3-甲氧酪胺等，但從未有報告指印第安人有使用它們。

## 開花
花籠在整個夏天都會開花，花朵豐富，呈白色或粉紅色，直徑少於1厘米。果實細小及呈粉紅色，成熟時會打開及掉下細小的種子。